# 瑪摩丹美術館
瑪摩丹美術館（Musée Marmottan Monet）位於法國巴黎十六區，館藏逾3百件印象派和後印象派作品，還有丹尼爾·威爾頓斯坦收藏的泥金裝飾手抄本、拿破崙時代的藝術品、家具以及義大利和佛蘭芒的繪畫。

## 歷史
瑪摩丹美術館原本為瓦爾米公爵在布洛涅森林邊緣的狩獵小屋，Jules Marmottan於1882年收購該建築，後來他的兒子保羅繼承。保羅對拿破崙時代的藝術品產生濃厚興趣，持續擴張父親收藏的繪畫、家具、青銅器、掛毯和彩繪玻璃數量。法蘭西藝術院於保羅死後接收該建築，於1934年成立瑪摩丹美術館。
瑪摩丹美術館原本以法蘭西第一帝國藝術品為主，例如弗朗索瓦·澤维爾·法布爾（Francois Xavier Fabre）、路易斯·利奥波德·布瓦伊（Louis Leopold Boilly）、弗朗索瓦·傑拉德、卡爾·維奈特等人的畫作，之後美術館的收藏品性質開始改變。1957年，Victorine Donop de Monchy捐贈許多印象派作品給瑪摩丹美術館，包含克洛德·莫內、馬奈、阿尔弗雷德·西斯莱、畢沙羅、皮埃爾·奧古斯特·雷諾瓦等人的畫作。1966年，莫內第二個兒子米歇爾·莫奈捐贈父親的畫作，瑪摩丹美術館成為世界上收藏最多莫內畫作的美術館之一。
瑪摩丹美術館館長雅克從橘園美術館的大廳（展出莫奈的《睡蓮》）設計獲得靈感，在美術館內部設計一個特殊的莫奈展覽空間。
1975年以來，瑪摩丹美術館每年舉辦了兩次個人展覽，包括1976年（亨利·德·土魯斯-羅特列克）、1984年（路易斯·利奥波德·布瓦伊）、1989年（杜米埃）、1990年（戈雅）和1991年（喬瓦尼·波迪尼）。1995年，瑪摩丹美術館收藏的莫奈生涯後期作品於美國新奧爾良美術館（New Orleans Museum of Art）及舊金山美術館（Fine Arts Museums of San Francisco）展出。這些作品後來前往沃爾特斯美術館（Walters Art Museum）、聖地亞哥美術館（San Diego Museum of Art）和波特蘭美術館（Portland Museum of Art）展出（1998年-1999年）。

## 收藏

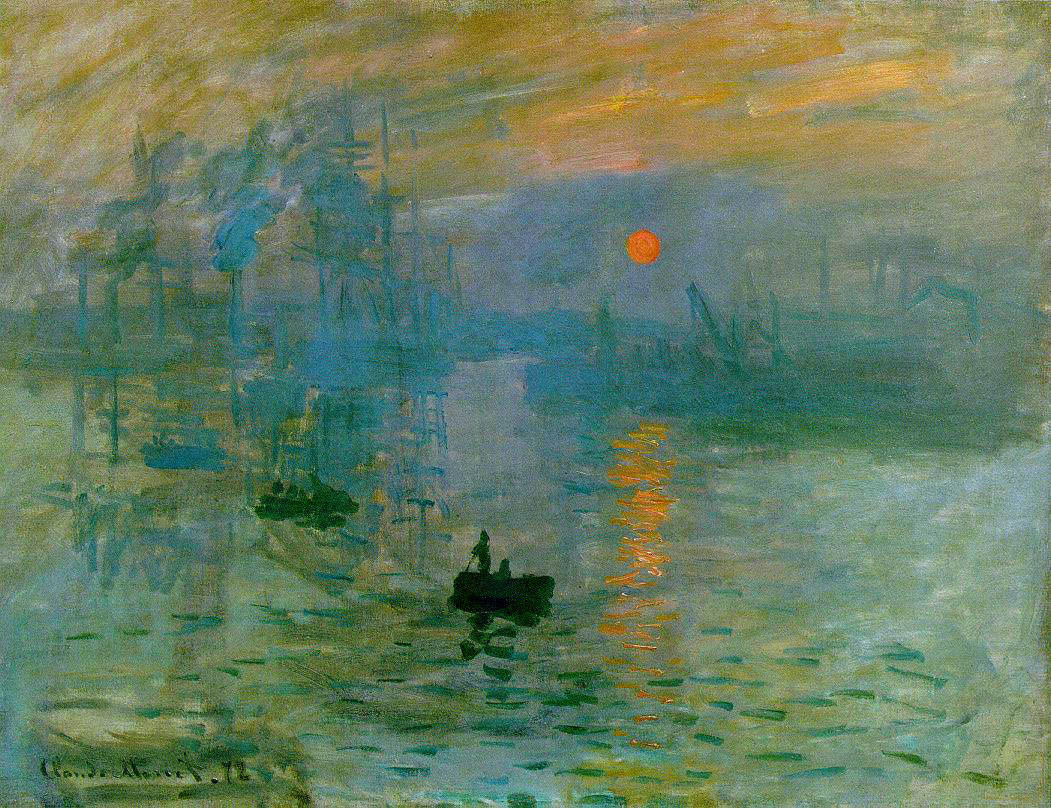
《印象·日出》

瑪摩丹美術館收藏許多印象派、巴比松派和後印象派作品，包含克洛德·莫內、埃德加·德加、馬奈、阿尔弗雷德·西斯莱、畢沙羅、保羅·高更、保罗·希涅克、古斯塔夫·卡耶博特、亞伯特·賴博（Albert Lebourg）、阿爾芒德·基約曼（Armand Guillaumin）、讓-巴蒂斯·卡米耶·柯洛、尤金·布丹（Eugene Boudin）、約翰·巴托特·戎金（johan barthold jongkind）、亨利·莱巴斯克（Henri Lebasque）和皮埃爾·奧古斯特·雷諾瓦等人。
瑪摩丹美術館最著名的收藏作品是莫內的《印象·日出》，這幅畫於1985年10月28日被幾個蒙面強盜持槍闖入美術館劫走，其他幾幅莫內、貝爾特·莫里索、皮耶-奧古斯特·雷諾瓦的畫作也失竊。經過調查後，發現這次案件為日本黑道策畫，該批畫作則於五年後尋回，《印象·日出》於1991年開始永久展出。
13至16世紀的義大利、佛蘭芒地區的繪畫也是瑪摩丹美術館的收藏，例如桑诺·迪·彼得洛（Sano di Pietro）、讓·布西雍（Jean Bourdichon）、讓·富凱（Jean Fouquet）等人的壁畫作品。

## 外部連結
- Official web site